# 마우디 아윤다
마우디 아윤다(Maudy Ayunda, 1994년 12월 19일 ~ )는 인도네시아의 싱어송라이터, 배우, 사회운동가이다.

## 음반 목록
- Panggil Aku... (2011)
- Moments (2015)
- Oxygen (2018)